# جمال‌الدین قفطی
جمال‌الدین قفطی (۱۱۷۲–۱۲۴۸) تاریخ‌نگار، پزشک و مؤلف مصری بود. وی در علوم قرآنی، حدیث، فقه و اصول، نحو، منطق، نجوم، هندسه و تاریخ  آثاری نگاشت. مهمترین اثرش کتاب إخبار العلماء بأخبار الحكماء که یک دایره المعارف از زندگینامه شخصیت‌های علمی اسلامی است.

## زندگی
ابوالحسن علی بن یوسف بن ابراهیم بن عبدالواحد بن موسی قفطی لقبش قاضی اکرم بود. اصالت او از کوفه بود و پدرش از بزرگان قفط در صعید مصر بود.
در قفط به دنیا آمد. همراه پدرش به قاهره کوچید و آنجا پرورش یافت. هنگامی که پدرش به قدس رفت (۵۹۱ق/۱۱۹۵م) نیز همراهش بود و در آنجا کاتب فارس الدین میمون قصری شد. 
یاقوت حموی پس از حمله مغول از خراسان به دمشق گریخت و توسط دوست خود قفطی مورد پذیرایی قرار گرفت و قفطی در تکمیل کتاب او بنام ارشاد به او کمک کرد. یاقوت نیز در کتابش از فهرست آثار قفطی یاد میکند.

### پدر و مادر
پدرش دبیر بود و او را القاضی الاشرف می‌گفتند. مادرش زنی از بادیه عرب بود از قبیله بلیّ و از قضاعه. مادر این زن کنیزی حبشی بود. پدرش القاضی الاشرف به یکی از بادیه‌ها رفت تا اسبی بخرد، در آنجا با زنی ازدواج کرد و او را به دیار خود آورد. زن صاحب فرزندی شد که او را علی نامید، هر گاه برای دیدار خویشاوندان بدوی خویش به بادیه می‌رفت پسر را نیز همراه می‌برد. زنی اهل نماز و عبادت بود و لهجه‌ای فصیح داشت.

### از زبان خودش
قاضی اکرم گوید که اولین بار که با پدرم به مصر آمدیم مرکب سواری نداشتیم زیرا با کشتی آمده بودیم. به پدرم گفتم، ناچار باید مرکبی حاصل کنیم. پدرم گفت: این کار برای من دشوار است. به بازار وردان رفتیم که ستور می‌فروختند. در آنجا خرهایی بود بهتر از استر. پدرم گفت: یکی از این خران را می‌خریم و به قاهره می‌رویم. من سر باز زدم و گفتم: محال است بر خر سوار شوم. پدرم گفت که ناچار باید به قاهره رویم، پس چگونه رویم. به پدرم گفتم: صبر می‌کنیم شاید اسبی یا استری خریدیم. پدرم مرا سرزنش می‌کرد. در این حال مرد محتشمی پدیدار شد. پدرم نزد او رفت و گفت: برادر آیا القاضی الاشرف ابو الحجاج یوسف بن القاضی الامجد ابو اسحاق ابراهیم الشیبانی قفطی را می‌شناسی؟ گفت: نمی‌شناسم. پدرم گفت به امان خدا برو. از چند تن دیگر همین سؤال را کرد. آنها هم گفتند که نمی‌شناسند. سپس رو به من کرد و گفت: در شهری که یک تن هم تو را نمی‌شناسد این کبر و غرور برای چیست؟ پس بر خری سوار شدیم و به قاهره رفتیم.
همو گوید در سال ۶۰۸ به حج رفتم. پدرم نیز با من بود. در مکه جماعتی از اهل بلد خود را دیدم که مدتی بود آنها را ندیده بودم. به منزل من آمدند و شرط احترام و مودت به جای آوردند و به کاروان خود بازگشتند. اینان هر یک برای من چیزی به ارمغان آورد. یکی از آنها دو ظرف بزرگ آورد که در یکی روغن بود و در دیگری عسل، آن ظرفها را بر شتری بار کرده بود. غلامان بار بر گرفتند و ظرفها را به خیمه بردند. سپس به خوردن پرداختند. پس طواف کردیم و من به خیمه خود رفتم و بیاسودم. شب در خواب دیدم که طواف می‌کنم، در این حال مردی سیه چرده و تندخوی بیامد و دست مرا گرفت و از حرم بیرون آورد و بر سر دو ظرف برد. پرسید: این ظرفها را می‌شناسی؟ گفتم: آری، اینها را برای من هدیه آورده‌اند. آن مرد سر ظرفها را با دست بفشرد از آنها آتش زبانه کشید آنسان که صورت من از حرارت آن بسوخت. من از وحشت از خواب جستم و دیگر تا بامداد خواب به چشمم نرفت. دیگر روز مردی را که هدیه آورده بود یافتم، نامش ابو شجاع بود. پرسیدم: آن روغن و عسل از کجا آورده است؟ ابو شجاع گفت: اینها را از خالص مال خود خریده‌ام. پرسیدم آیا در مال تو شبهه‌ای هست؟ و خواب دوشین را حکایت کردم. گریه بر او افتاد و دست مرا به دست گرفت و گفت: سعی می‌کنم از عهده برآیم. آری مرا دو خواهر است که من در تقسیم ترکه پدرمان سهم آنها را نداده‌ام. اکنون عهد می‌کنم که آن دو را خشنود سازم. من از سخن او پند گرفتم و با خود عهد کردم هیچ طعامی را تا به حلال بودن آن یقین نکنم و ندانم که از کجا آمده‌است تناول نکنم. چنان‌که در سرای ملک الرحیم اتابک طغرل ظاهری ضیافتی بود و بر سفره طعامهای شاهانه بود چون کباب و گوشت پخته و سنبوسک و انواع حلواها و چیزهای دیگر. با آنکه ظهر نزدیک بود من دست به طعام نبردم. اتابک سبب پرسید؟ گفتم: طبعم به آنها مایل نیست. غلامی را اشارت کرد، او به درون رفت و مرغی بریان آورد. اتابک گفت: این طعام را از جایی بر نگرفته‌اند، بلکه این مرغ در خانه ما پرورش یافته. آنگاه من دست فرا کردم و تناول نمودم.

## آثار
- إنباة الرواة علی أنباهِ النُحاة
- إخبار العلماء بأخبار الحکماء یا تاریخ الحکماء
- أخبار السلجوقیة
- أخبار مصر من ابتدائها الی أیام صلاح الدین
- تاریخ بنی بویه
- الإیناس فی أخبار آل مرداس
- تاریخ الیمن
- تاریخ المغرب و من تولاه من أتباع ابن تومرت
- تاریخ محمود بن سبکتکین و بنیه الی حین انفصال الأمر عنهم
- أخبار المُتَیَّمین
- أخبار المصنّفین و ما صنّفوه
- أشعار الیزیدین
- الأنیق فی أخبار ابن رشیق
- من ألوَت الأیام ألیه فرفعته ثم ألوت علیه فوضعته
- نهزة الخاطر و نزهة الناضر فی أحاسن ما نقل من ظهور الکتب
- إصلاح خلل الصحاح
- کتاب الضاد و الظاء
- الذیل علی أنساب البلاذی